# Klara et le Soleil
Klara et le Soleil (titre original : Klara and the Sun), paru en 2021, est le huitième roman de l'écrivain britannique Kazuo Ishiguro.

## Résumé
La narration de ce roman d'anticipation dystopique est assurée par Klara, une androïde à énergie solaire, de type B2 4e série. L'action commence dans un magasin d'Amis Artificiels (AA), où il importe d'être bien exposé(e) en vitrine par Gérante pour attirer la clientèle et prendre le soleil. Outre les collègues B2 (Rosa, Rex, Kiku...), la concurrence est rude avec la nouvelle génération, des modèles B3, dotés d'une certaine olfaction, et le risque est fort de se retrouver en boîte dans la remise, loin du soleil, avant de disparaître.
Klara fait preuve de meilleures qualités d'observation et de compréhension que les autres AA présents dans le magasin. Elle remarque tout ce qui se passe à l'extérieur, en particulier chaque enfant accompagné par son AA et/ou des adultes. Mais les AA évitent de s'approcher de la vitrine, par gêne, et surtout par peur de se faire supplanter. Le Soleil est perçu comme une divinité généreuse qui « déverse son nutriment », quand il n'est pas gêné par tel grand immeuble en face, ou par la pollution de telle goudronneuse (de type machine Cootings).
Enfin, une jeune fille, Josie, 12 ans et demi, après plusieurs visites, persuade sa mère d'acheter Klara. La suite de l'action, sur plusieurs mois, se déroule principalement à (proximité de) leur domicile, vaste maison contemporaine en zone anciennement agricole. L'état de santé de Josie est très instable, elle est obligée de suivre (parfois difficilement) des cours à distance (via des objets oblongs). Sa vie sociale se résume à une unique réunion interactive à domicile avec des jeunes de son âge. Le voisin, Rick (15 ans, inventeur de son propre système d'oiseaux-drones), y est le seul autre enfant « non relevé » (plus ou moins déclassé) et discriminé. Les rares sorties sont l'excursion à Morgan Falls puis le voyage en ville chez l'Amie.
Que peut faire l'Amie Artificielle pour Josie ? Essayer de l'accompagner dans le processus d'augmentation ("relever"), mais aussi de la sauver de la maladie et de la mort.

## Thématiques
Le roman aborde plusieurs thématiques liées à de nombreuses problématiques actuelles comme le contrôle potentiel de l’intelligence artificielle, l’éducation des enfants ainsi que les relations sociales entre des androïdes avec les êtres humains dont notamment l'amitié, l'immortalité et la solitude. Autour du personnage principal Josie et de l'androïde Klara gravitent un certain nombre de personnages qui, chacun à leur manière, incarnent la crainte de la solitude dont la mère de Josie, terrorisée à l’idée de subir un second deuil ; le petit ami de Josie nommé, Rick, condamné à ne jamais être « relevé » – soit à devenir un membre de  « l’élite professionnelle » ; ou encore la mère de Rick, qui freine l’émancipation éventuelle de son fils pour ne pas demeurer éternellement seule dans un monde où les hommes semblent avoir déserté leur fonction de père, de mari ou d’amant. 

## Réceptions

### Réception dans le monde
En 2021, la Bibliothèque de New York (qui réunit celle du Bronx, Manhattan et Staten Island) classe le roman de Kazuo Ishiguro parmi les livres les plus empruntés de la ville, témoignant du succès du document,.
Le magazine The Atlantic écrit au sujet du livre Ishiguro may have written about a dystopia, but its robot protagonist is almost utopian. (« Ishiguro a peut-être écrit à propos d'une dystopie, mais l'androïde principale est pratiquement utopique »).
The Columbus Dispatch affiche le roman parmi les meilleurs de l'année 2021, en particulier pour ses qualités positives en temps de pandémie.

### Réception en France
Le roman de Kazuo Ishiguro est choisi par le journaliste Florent Georgesco pour figurer dans la sélection du Monde des Livres de 2021,. 
« Toute cette agitation humaine paraît se produire en arrière-plan. Ou comme reflétée par ces miroirs que Klara découvre dans la grange et qui, lorsque le soleil arrive, explosent ses rayons en des centaines d’éclats, les font tourner autour d’elle dans un jeu infini d’éparpillement des choses, entraînant le robot et le lecteur, son semblable, vers un autre monde. Ce monde dont Klara et le soleil invente à mesure une passionnante, inoubliable cartographie : la conscience humaine, telle que seuls les très grands romanciers peuvent la révéler à elle-même, comme inconnue. »,
« Klara, sans avoir de cœur humain « spécial », « unique » et « authentique », va réussir pour finir à incarner, semble-t-il, une vérité humaine intéressante et difficile : celle de l’obsolescence des parents »
« Kazuo Ishiguro ne montre pas un monde déshumanisé, mais veut croire au contraire aux bienfaits de la science. Lire déroutant, mystérieux, vertigineux, ce nouvel opus — dans la lignée d'Auprès de moi toujours — reste optimiste, comme un conte réconfortant pour une jeunesse marquée par la crise. »

### Traduction française
Le personnage de Josie est désigné sans ambiguïté dans la traduction française comme étant « non relevé », ce qui n'est pas le cas dans la version originale anglaise.
En effet  le personnage de Rick s'adresse à la mère du personnage de Josie en ces termes (age 353 de l'édition Gallimard en grand format (page 388 en poche)) :  « Et ce n'est pas tout. Elle veut que vous sachiez qu'elle ne veut en aucun cas être relevée. Si elle avait le pouvoir de le refaire, et devait prendre la décision elle-même, elle dit qu'elle agirait exactement comme vous l'avez fait, et que vous serez toujours la meilleure mère qu'elle pourrait avoir. » 
Ce qui correspond à ce passage dans la version anglaise : « On this question of being lifted. She wants you to know she wouldn’t wish it any other way. If she had the power to do it again, and this time it was up to her, she says she’d do exactly what you did and you’ll always be the best mother she could have. » (le terme "lifted" étant traduit par "relevé").
Le mal dont souffre Josie reste donc mystérieux dans la version française, alors qu'il peut être attribué au processus visant à la "relever" dans la version anglaise.

## Adaptation
Taika Waititi prépare une adaptation cinématographique du roman avec Jenna Ortega dans le rôle-titrepour un tournage prévu en 2024.